# Rammingen (Bayern)

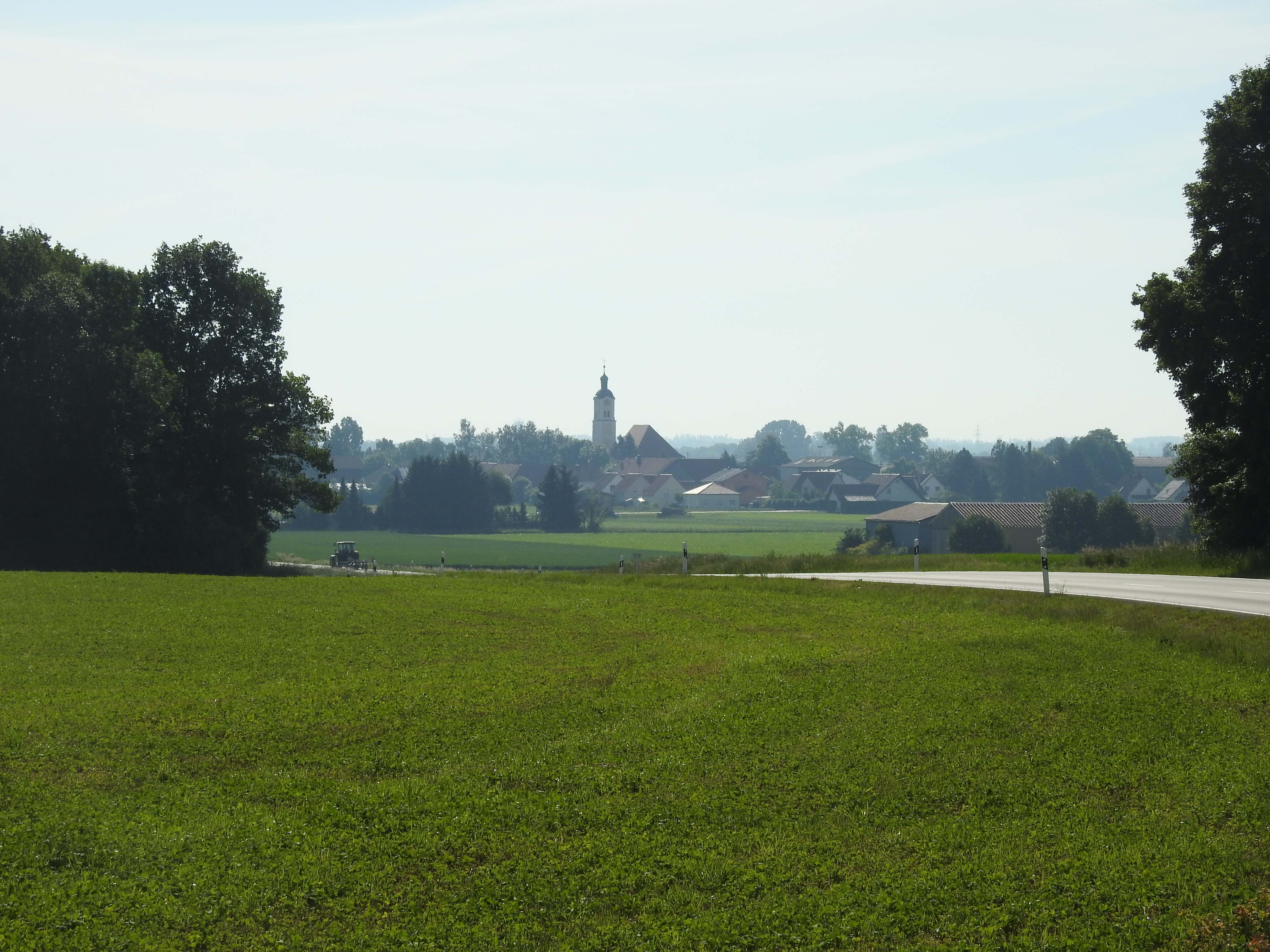
Unterrammingen von Nordwesten

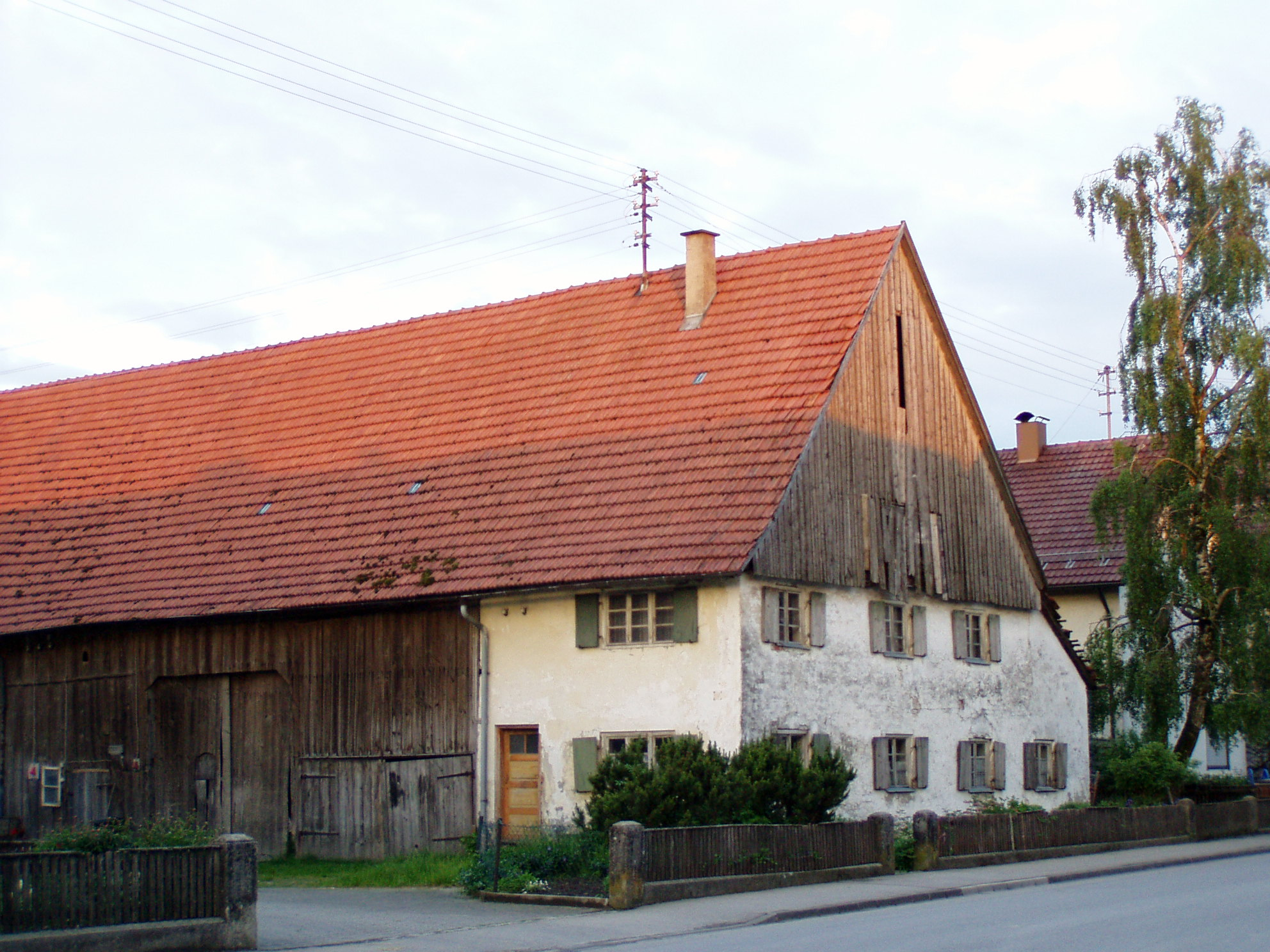
Ehem. Bauernhaus in Unterrammingen

Rammingen ist eine Gemeinde im schwäbischen Landkreis Unterallgäu. Die Gemeinde ist Mitglied der Verwaltungsgemeinschaft Türkheim.

## Geografie

### Lage
Rammingen liegt circa 40 Kilometer östlich von Memmingen und circa 30 Kilometer nördlich von Kaufbeuren in Mittelschwaben. Das Gemeindegebiet liegt zwischen 578 m ü. NHN (Flossach, an der nördlichen Gemeindegrenze) und 654 m ü. NHN (im Bannholz an der südwestlichen Gemeindegrenze). Das langgezogene Dorf mit den beiden Teilen Unter- und Oberrammingen erstreckt sich 2,5 km in Nord-Süd-Richtung in einer Höhenlage von ca. 590 bis 600 m ü. NHN westlich des Wörthbachs in der Lech-Wertach-Ebene.

### Gemeindegliederung
Das Gemeindegebiet besteht aus den Gemarkungen Unterrammingen und Oberrammingen.
Die Gemeinde hat zwei Gemeindeteile (in Klammern ist der Siedlungstyp angegeben):
- Oberrammingen (Kirchdorf)
- Unterrammingen (Pfarrdorf)

Daneben gibt es Moosgerum (ein Aussiedlerhof) und Am Bahnhof (eine aus fünf weiteren Gehöften bestehende Ansiedlung um den etwa 1,5 km entfernten ehem. Bahnhof Unterrammingen), beides keine amtlich benannten Gemeindeteile.

## Geschichte

### Bis zur Gemeindefusion
Die erstmalige Erwähnung des Adelsgeschlechts der Herren von Rammingen (Ramunger) erfolgte 1147. Knapp ein halbes Jahrhundert zuvor tauchte die Gegend um Rammingen erstmals in einer Besitzschrift des Reichsstifts Weingarten auf, das bereits 1094 und später nochmals um 1143 Grundbesitz in Rammingen erworben hatte. Diese Verbindung zum Kloster währte bis zur Säkularisation in Bayern im Jahre 1802. 
Im Mittelalter gehörten Ober- und Unterrammingen zu der mit dem Blutbann begabten Reichsherrschaft Mattsies, die ab 1598  im Besitz der Fugger war. Maximilian Philipp von Bayern-Leuchtenberg erwarb 1680 Mattsies von den Fuggern und fügte sie seiner Herrschaft Schwabegg hinzu. Nach dessen Tod 1705 war diese bis 1806 meist im persönlichen Besitz der Kurfürsten von Bayern. Erst 1806 erlosch der Name Grafschaft Schwabegg mit der Einbindung des Gebiets in das Königreich Bayern. Die Bildung der politischen Gemeinden Ober- und Unterrammingen erfolgte 1818. Am 1. Januar 1974 wurden diese im Zuge der Gebietsreform zur Gemeinde Rammingen zusammengeschlossen.

### Einwohnerentwicklung
| Jahr      | 1961 | 1970 | 1987 | 1991 | 1995 | 2000 | 2005 | 2010 | 2015 |
| --------- | ---- | ---- | ---- | ---- | ---- | ---- | ---- | ---- | ---- |
| Einwohner | 1024 | 1014 | 1164 | 1239 | 1282 | 1309 | 1380 | 1410 | 1527 |

- Zwischen 1988 und 2018 wuchs die Gemeinde von 1186 auf 1544 um 358 Einwohner bzw. um 30,2 %.

## Politik

### Bürgermeister
Bürgermeister seit 1996 ist Anton Schwele (* 1952) (Freie Wählergemeinschaft/Unabhängige Wählergemeinschaft); er wurde zuletzt am 15. März 2020 mit 62,2 % der Stimmen wieder gewählt.

### Gemeinderat
Die Wahl am 15. März 2020 hatte folgendes Ergebnis:
- Freie Wählergemeinschaft/Unabhängige Wählergemeinschaft: 8 Sitze (63,7 %)
- Bürgerliste: 4 Sitze (36,3 %).

In der Amtszeit 2014 bis 2020 waren Freie Wählergemeinschaft (5 Sitze) und Unabhängige Wählergemeinschaft (4 Sitze) noch mit zwei getrennten Wahlvorschlägen angetreten, was mangels Kandidaten im Jahr 2020 nach nahezu 50 Jahren zum Zusammenschluss führte. Die im Jahre 2014 gegründete Bürgerliste Rammingen gewann 2020 ein weiteres Mandat dazu (bisher 3 Sitze).

### Wappen
| Wappen von Rammingen | Blasonierung: „Gespalten; vorne wieder gespalten von Blau und Gold mit zwei Steinbockhörnern in verwechselten Farben, hinten in Blau schräg gekreuzt zwei goldene Reuthauen.“ |
| Wappen von Rammingen | Wappenbegründung: Für die Geschichte der Gemeinde sind die Ramunger als Ortsadelsgeschlecht der frühen Zeit und das Reichsstift Weingarten wegen seines 1094 und 1143 verbindlich verbürgten Grundbesitzes in Rammingen von besonderer Bedeutung. Es wurden deshalb die Bockshörner der Ramunger mit den Reuthauen des Stiftwappens in Verbindung gesetzt. Die Schildfarben Gold und Blau im gespaltenen Wappen erinnern an die lange Zugehörigkeit zur Reichsherrschaft Mattsies, die 1598 bis 1680 im Besitz der Familie Fugger war. Das Wappen wurde vom Heimatpfleger Josef Striebel entworfen und vom Heraldiker Karl Haas aus Kronach gestaltet und wurde am 20. Oktober 1978 durch Bescheid der Regierung von Schwaben genehmigt. |

### Flagge
Die Flagge ist blau-gelb gestreift mit aufgelegtem Gemeindewappen.

## Baudenkmäler

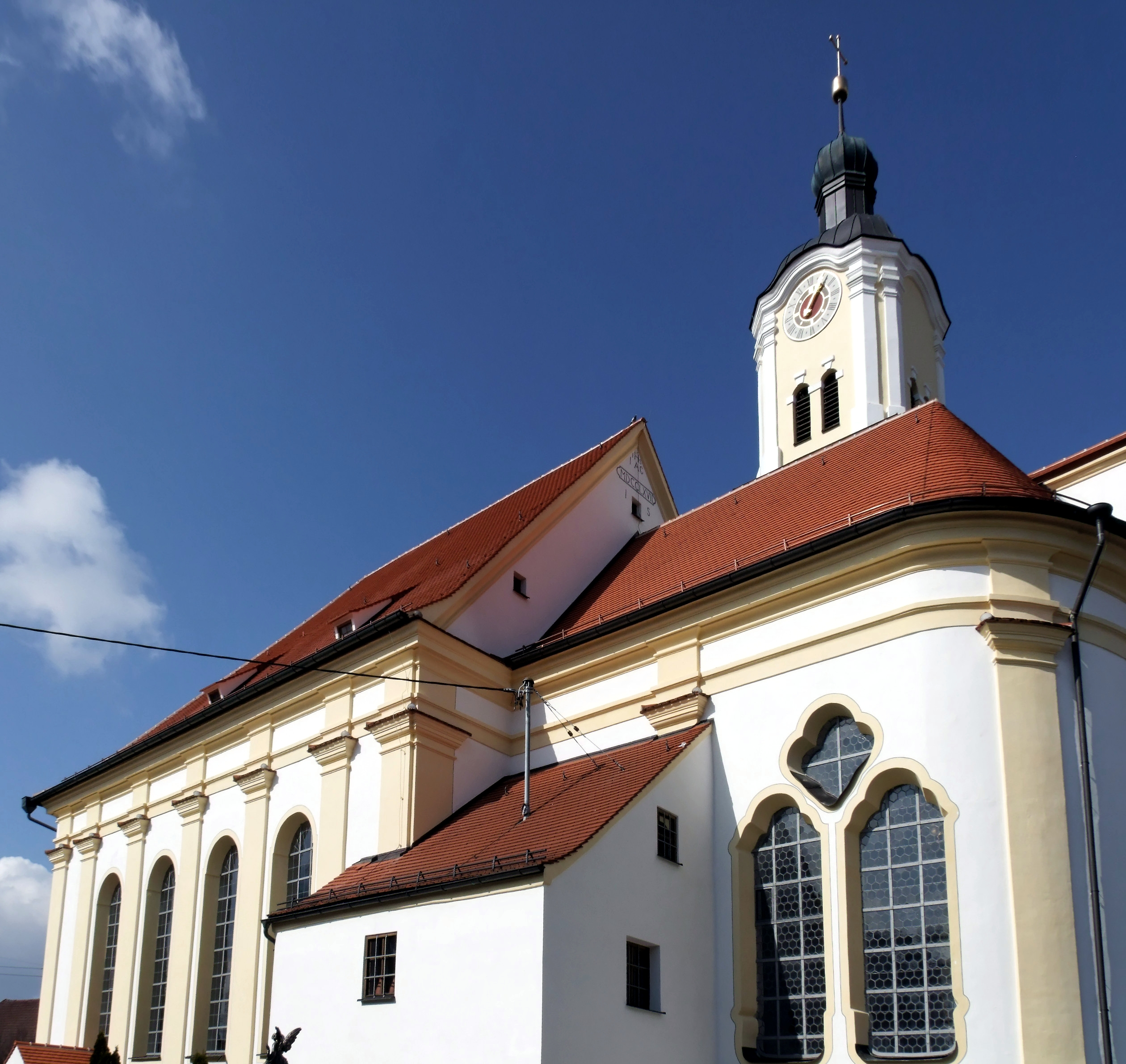
St. Magnus in Unterrammingen

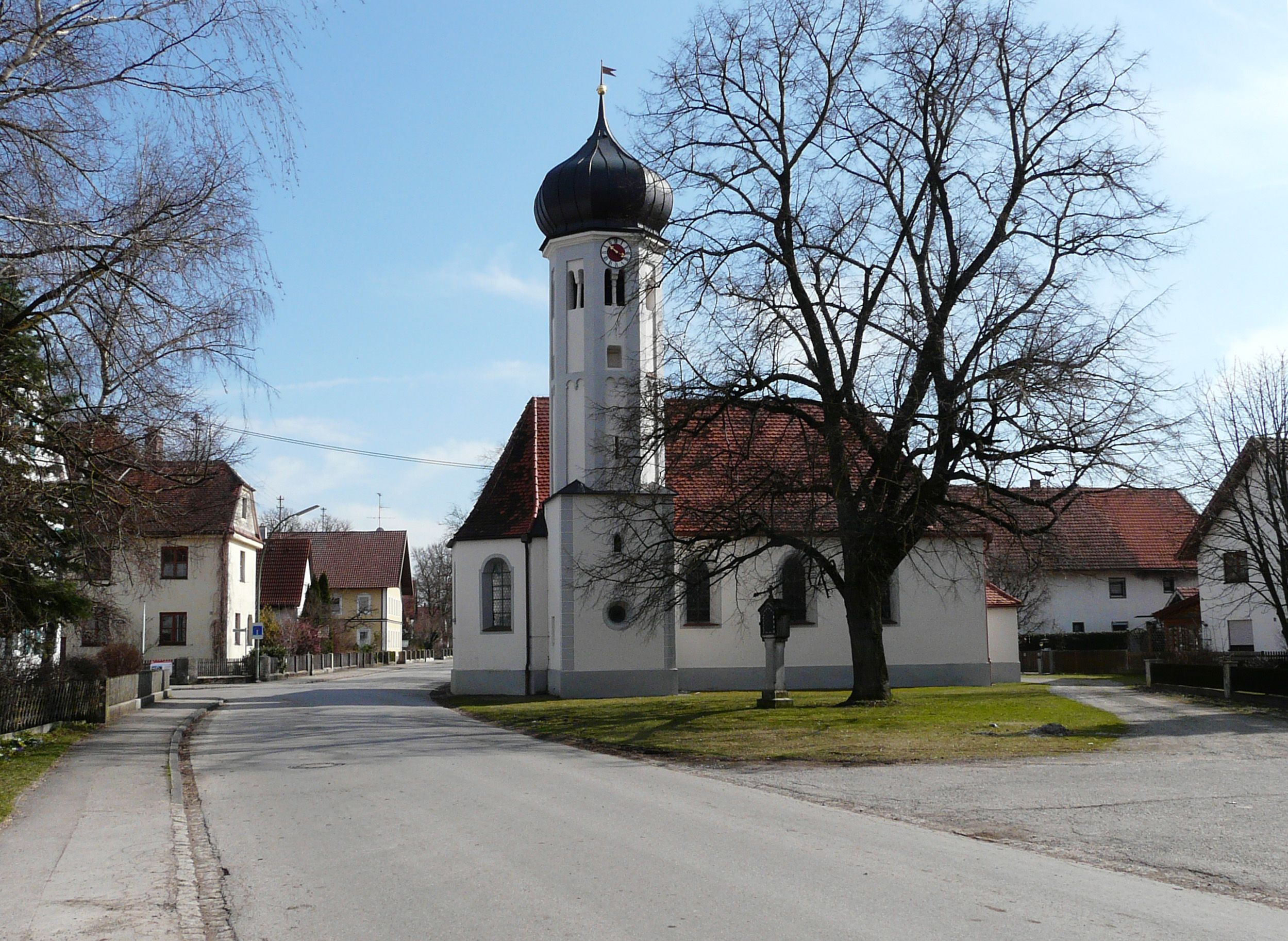
Oberrammingen

In der Gemeinde gehört die Kirche St. Magnus zu den Sehenswürdigkeiten mit überregionaler Bekanntheit.

## Wirtschaft und Infrastruktur

### Wirtschaft einschließlich Land- und Forstwirtschaft
2018 gab es in der Gemeinde 304 sozialversicherungspflichtige Arbeitsplätze; von der Wohnbevölkerung standen 702 Personen in einer versicherungspflichtigen Beschäftigung. Damit war die Zahl der Auspendler um 398 höher als die der Einpendler. 10 Einwohner waren arbeitslos. Die 33 landwirtschaftliche Betriebe bewirtschafteten 2016 eine Fläche von 1324 Hektar.

### Bildung
In der Gemeinde besteht eine Kindertageseinrichtung mit 87 Plätzen und 81 gemeldeten Kindern (1. März 2019). Eine eigenständige Grundschule besteht nicht mehr.

## Persönlichkeiten

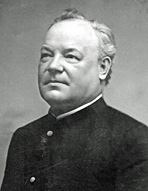
Magnus Niedermair 1905

- Magnus Niedermair (1849–1922), Domkapitular in Augsburg, Mitgründer der Regens-Wagner-Stiftungen für Behinderte.